# 天鵝座SU
天鵝座SU，又名BD+28 3460，HD 186688、SAO 87659、HR 7518，是天鵝座的一颗恒星，视星等为6.82，位于銀經64.76，銀緯2.51，其B1900.0坐标为赤經19h 40m 48.4s，赤緯+29° 2.51′ 23″。